# Metopostigma pleskei
Metopostigma pleskei är en tvåvingeart som beskrevs av Becker 1910. Metopostigma pleskei ingår i släktet Metopostigma och familjen fritflugor. Inga underarter finns listade i Catalogue of Life.